# Driesh
Der Driesh ist ein als Munro eingestufter, 947 Meter hoher Berg in Schottland. Sein gälischer Name Dris kann in etwa mit Dornbusch oder Brombeerstrauch übersetzt werden. Er liegt in der Council Area Angus am Südrand der Grampian Mountains etwa 30 Kilometer südlich von Ballater und gut 35 Kilometer nordwestlich von Forfar auf dem südöstlichen Ausläufer des Hochplateaus zwischen den Bergen östlich des Cairnwell Pass und dem Plateau der White Mounth rund um den Lochnagar.
Zwischen dem oberen Glen Clova, dem Tal des South Esk, und dem südwestlich parallel verlaufenden Glen Prosen liegend, ist der Driesh der südöstlichste Munro der Grampians. Sein Gipfelbereich ist ein sanft abfallender grasiger runder Kegel, in tieferen Lagen besitzt der Driesh jedoch teils steil abfallende Wände und felsige Partien. Nach Nordosten umschließen zwei felsige Grate das mit steilen felsdurchsetzten Seiten in das Glen Clova abfallende Winter Corrie. Der längere und nördlichere der beiden Grate endet in einer als The Scorrie bezeichneten Felsspitze oberhalb des Talbodens, der südliche Grat ist deutlich kürzer. An ihn schließt nach Osten das Corrie of Farchal an. Dieses Kar endet in einem hochgelegenen Sattel, der die Verbindung zum südöstlich benachbarten 850 Meter hohen Hill of Strone herstellt, einem als Corbett-Top eingestuften Nebengipfel. Die Nordwestseite des Driesh fällt mit steilen und grasigen, teils schrofendurchsetzten Wänden in das Corrie Kilbo ab, das westlich des Gipfels ebenfalls in einem gut 800 Meter hohen Sattel endet, an den sich weiter westlich der benachbarte, 928 Meter hohe Munro Mayar anschließt. Südwestlich des Hauptgipfels liegt ein Nebengipfel, der 915 Meter hohe Little Driesh. Von diesem aus führt ein breiter Grat nach Süden, dem der 734 Meter hohe Vorgipfel Hunt Hill oberhalb des Glen Prosen vorgelagert ist. Direkt vom Hauptgipfel aus verläuft ein weiterer Grat nach Süden, der als Shank of Driesh bezeichnet wird. Im Unterschied zur felsigen Nordseite weisen die Grate auf der Süd- und Westseite moderatere Steigungen auf und sind von weitläufigem Moorland und Heideflächen geprägt.

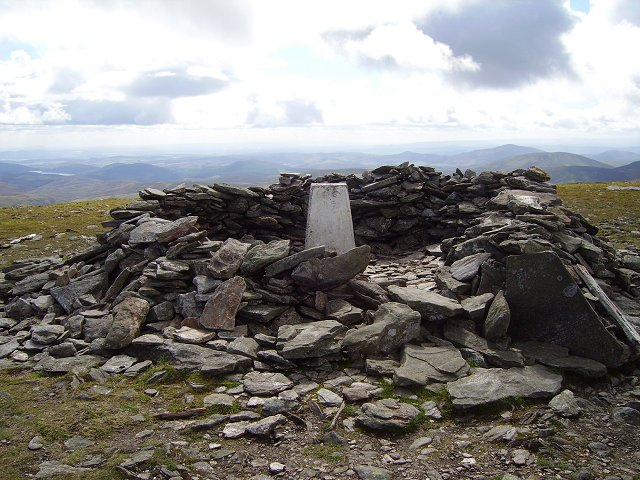
Der Gipfelcairn des Driesh mit einem trigonometrischen Punkt
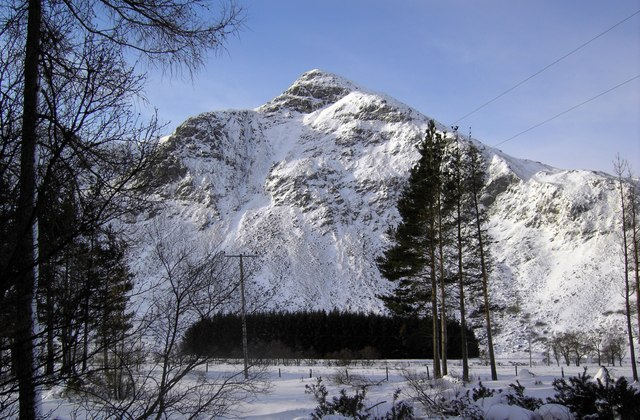
The Scorrie, das markant über Glen Clova aufragende felsige Ende des Nordgrats
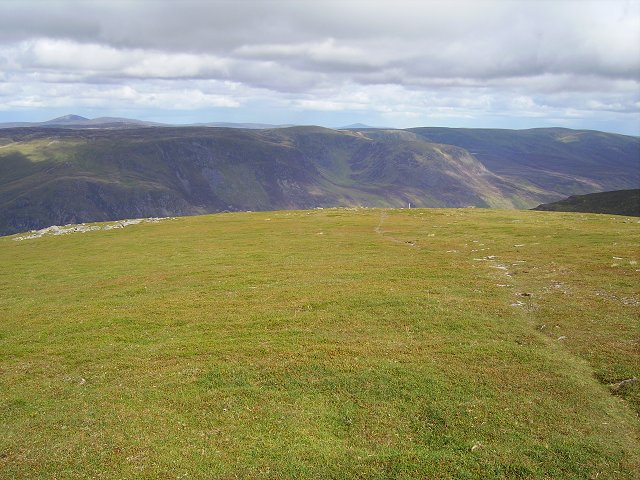
Blick über das Gipfelplateau nach Nordosten, am Horizont links der Mount Keen

Der Normalweg auf den Driesh führt vom Ende der Fahrstraße im Glen Clova bei der Glendoll Lodge entlang der Nordflanke des Berges in das Corrie Kilbo und weiter über den als Shank of Drumfollow bezeichneten nordöstlichsten Ausläufe des benachbarten Mayar bis in den Sattel zwischen den beiden Munros. Von dort führt der Zustieg nach Osten über den Little Driesh zum Hauptgipfel. Die meisten Munro-Bagger kombinieren beide Gipfel und besteigen vom Sattel ausgehend auch den Mayar. Aus dem Glen Prosen kann der Driesh über den Shank of Driesh ebenfalls erreicht werden, allerdings erfordert das einen deutlich längeren Anmarsch vom Ende der Fahrstraße im Glen Prosen.